# Paulos Mantovanis
Paulos Mantovanis (griechisch Παύλος Μαντοβάνης Pavlos Mandovanis; * 21. November 1945 in Larnaka, Britische Kronkolonie Zypern; † 1. Oktober 2011 in Nikosia, Republik Zypern) war ein zypriotisch-orthodoxer Geistlicher und Bischof von Kyrenia.

## Leben
Paulos Mantovanis besuchte eine englischsprachige Schule in Nikosia und danach das Panzyprische Gymnasium, das er mit dem Apolytirion abschloss. Nachdem er seinen 26-monatigen Militärdienst in der Zyprischen Nationalgarde abgeleistet hatte, begann er 1968 ein Studium an der Theologischen Fakultät der Universität Athen, das ihm durch ein Stipendium der griechisch-orthodoxen Kirche ermöglicht wurde. Er schloss es 1972 mit dem Bachelor ab.
Nach seiner Rückkehr auf Zypern diente er in der Kirche von Zypern unter anderem als Laienpriester, Küster und Lehrer am Seminar des Apostels Barnabas. 1977 ging er an die Universität Oxford, wo er Geschichte und Theologie studierte. 1985 wurde er hier mit der Dissertation The Eucharistic Theology of Nicholas Cavasilas zum Doktor der Philosophie promoviert. 1980 wurde er von Bischof Barnabas von Salamina zum Diakon, am 4. Oktober 1981 von Erzbischof Chrysostomos I. zum Priester geweiht. Am 5. April 1994 wurde er vom Heiligen Synod von Zypern zum Bischof von Kyrenia gewählt. Geweiht wurde er am 10. April in der Evangelismos-Kirche in Pallouriotissa, einem Stadtteil von Nikosia.
Mantovanis verstarb am 1. Oktober 2011 im Alter von 65 Jahren in einem Krankenhaus in Nikosia, nachdem er bereits längere Zeit an Leukämie litt.